# Socorro, Virei Uma Garota!
Socorro, Virei Uma Garota! é um filme brasileiro de comédia escrito por Paulo Cursino e dirigido por Leandro Neri. É estrelado por Victor Lamoglia, Thati Lopes e Manu Gavassi.

## Sinopse
Júlio é um garoto nerd, tímido e ignorado por seus colegas do colégio. Uma noite, ao ver uma estrela cadente, decide fazer um pedido desejando ser a pessoa mais popular da escola. No dia seguinte, ele se transforma em Júlia, a garota mais popular do colégio. Sem saber como lidar com sua versão feminina, ele ainda precisa lidar com proximidade de Melina, a garota por quem ele é apaixonado.

## Elenco
| Ator/Atriz        | Personagem      |
| ----------------- | --------------- |
| Thati Lopes       | Júlia           |
| Victor Lamoglia   | Júlio           |
| Manu Gavassi      | Melina          |
| Léo Bahia         | Cabeça          |
| Nelson Freitas    | Gilberto        |
| Kayky Brito       | Alexandre       |
| Vanessa Gerbelli  | Helena          |
| Lipy Adler        | Douglas         |
| Lua Blanco        | Renata          |
| Bruno Gissoni     | Vinícius        |
| Charles Paraventi | Solano          |
| Camila Mayrink    | Valentina       |
| Giovana Cordeiro  | Luana           |
| Bruna Altieri     | Liamara         |
| Aramis Trindade   | Nelson          |
| Pia Manfroni      | Pilar           |
| Angelo Gastel     | Bedel           |
| Stella Miranda    | Dra. Glória     |
| Raul Gazolla      | Jorge           |
| Bruno Braga       | Júlio (criança) |

## Disponibilidade
O filme está disponível exclusivamente na plataforma de streaming Netflix, desde 22 março de 2021.

## Prêmios e indicações
| Ano  | Prêmio                             | Categoria                     | Indicação                  | Resultado |
| ---- | ---------------------------------- | ----------------------------- | -------------------------- | --------- |
| 2020 | Echo Brics Film Festival           | Melhor Filme                  | Socorro, Virei Uma Garota! | Venceu    |
| 2020 | Grande Prêmio do Cinema Brasileiro | Melhor Longa-Metragem Comédia | Socorro, Virei Uma Garota! | Indicado  |